# Tech noir

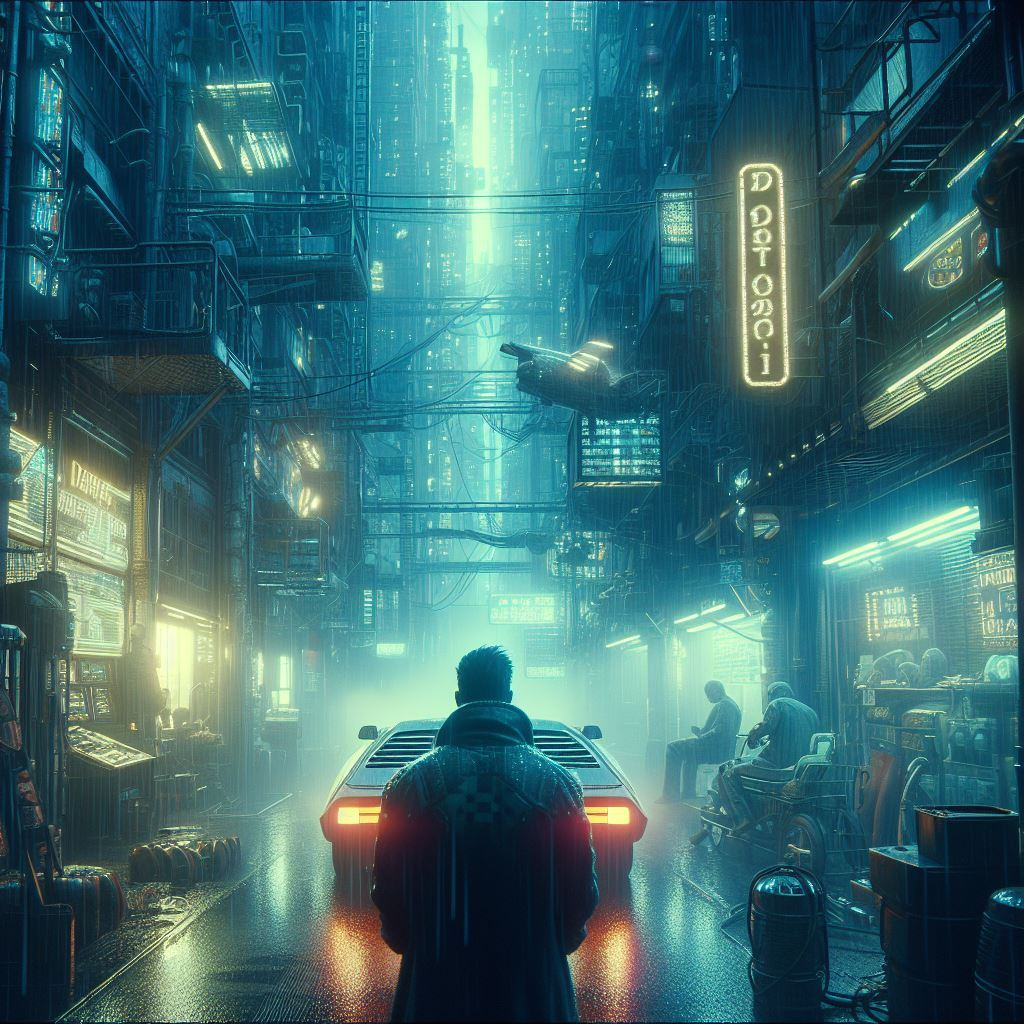
La película ciberpunk Blade Runner (1982) es uno de los primeros ejemplos de tech noir.

El tech noir (también conocido como cyber noir, future noir y science fiction noir) es un género híbrido de ficción, particularmente del cine, que combina cine negro y ciencia ficción. El tech noir presenta la tecnología como una fuerza destructiva y distópica que amenaza todos los aspectos de la realidad. Los principales ejemplos del género son Blade Runner (1982) y The Terminator (1984).

## Origen
James Cameron acuñó el término en The Terminator, usándolo como el nombre de un club nocturno, pero también para invocar asociaciones tanto con el género del cine negro como con la ciencia ficción futurista.

## Desarrollo deltech noir
La perspectiva cínica y elegante del cine negro clásico tuvo un efecto formativo en el subgénero de la ciencia ficción, ciberpunk, que surgió a principios de los años 1980. La película que influyó más directamente en el ciberpunk fue Blade Runner (1982), dirigida por Ridley Scott, que rinde un homenaje claro y evocador al clásico modo noir a lo largo de la película. Scott dirigió posteriormente el melodrama policial neo-noir La sombra del testigo (1987).
Fuertes elementos del tech noir también aparecen en la sátira distópica Brazil (1985), de Terry Gilliam, y en La ciudad de los niños perdidos (1995), una de las dos películas «gilliamescas» de Jean-Pierre Jeunet y Marc Caro que fueron influenciadas por el trabajo de Gilliam en general y por Brazil en particular (la otra es Delicatessen). Se ha observado cómo la influencia de Philip Marlowe persiste en otras cintas del noir futurista como Doce monos (Gilliam, 1995), Dark City (1998) y Minority Report (2002). El protagonista es objeto de investigación en Gattaca (1997), que fusiona elementos del cine negro con una estética influenciada por Un mundo feliz. The Thirteenth Floor (1999), como Blade Runner, es un homenaje explícito al cine negro clásico, en este caso incluyendo especulaciones sobre la realidad virtual. La ciencia ficción, el cine negro y la animación se unen en las cintas japonesas Ghost in the Shell (1995) y Ghost in the Shell 2: Innocence (2004), en la francesa Renacimiento (2006) y la estadounidense Tron: Legacy (2010).